# HMS Thermopylae
HMS Thermopylae (P355) – brytyjski okręt podwodny należący do trzeciej grupy brytyjskich okrętów podwodnych typu T. Został zbudowany w stoczni Chatham Dockyard. Jego stępkę położono 26 października a zwodowano go 27 czerwca 1945. Jak dotychczas był jedynym okrętem Royal Navy noszącym nazwę „Thermopylae”, pochodzącą od znanej bitwy.
Okręt wszedł do służby po zakończeniu II wojny światowej i prowadził relatywnie spokojną służbę w marynarce. Na początku był przydzielony do 3 Flotylli bazującej w Holy Loch. 15 czerwca 1953 r. okręt uczestniczył w paradzie floty w Spithead z okazji koronacji królowej Elżbiety II.
Pozostawał w służbie do grudnia 1968, gdy został umieszczony na liście jednostek na sprzedaż. Zezłomowany w Troon w 1971.